# Лопатинский, Фауст Львович
Фауст Львович Лопатинский (укр. Фавст Львович Лопатинський; 29 мая 1899, Львов — 3 сентября 1937, Киев) — украинский советский режиссёр театра и кино.

## Биография
Родился в семье театрального деятеля, режиссёра Украинского театра во Львове Льва Васильевича Лопатинского (1868—1914) и актрисы и певицы Филомены Николаевны Лопатинской (1873—1940). С детства увлекался сценой. В 1914—1915 актёр товарищества «Русская беседа» под руководством Иосифа Стадника. С 1915 связал свою творческую деятельность с режиссёром-новатором Лесем Курбасом: в 1915—1916 актёр его труппы «Тернопольские театральные вечера». В 1916 перебирается в Киев: актёр «Молодого театра» (1916—1918), «Кийдрамте» (1918—1920), Первого театра УССР имени Шевченко (1920—1922).
С 1922 актёр и режиссёр творческого объединения «Березиль», возглавлял его экспериментальную лабораторию. Сыграл Ярему («Гайдамаки» по Шевченко, 1924). Поставил несколько спектаклей, которые стали достижением киевского периода «Березиля». Лопатинский не поехал с Курбасом в 1926 в Харьков. С 1926 он стал кинорежиссёром на Одесской, а затем на Киевской киностудиях, где сотрудничал с Александром Довженко.
В ходе расправы над деятелями украинского киноискусства, инспирированной Сталиным под видом «борьбы с формализмом» в 1936 году, Лопатинский был арестован 1 июня 1937 года. Приговорён 11 августа 1937 года Комииссией НКВД и Прокурора СССР по обвинению в принадлежности к Украинской войсковой организации (УВО) и проведении «контрреволюционной националистической агитации» по статьям 54-10 и 54-11 УК УССР к ВМН. Расстрелян 3 сентября 1937 года (по другим сведениям 31 октября 1937 года).
Реабилитирован 9 октября 1962 года Судебной коллегией по уголовным делам Верховного суда УССР. 

## Постановки

### В театре «Березиль»
- 1923 — «Новые идут» по Зозуле.
- 1924 — «Машиноборцы» Толлера
- 1924 — «Остались в дураках» Кропивницкого
- 1927 — «Савва Чалый» Карпенко-Карого

### В кино
- 1926 — Вася-реформатор (с Довженко)
- 1926 — Синий пакет
- 1927 — Поединок
- 1927 — Василина
- 1928 — Динамо
- 1929 — Судья Рейтанеску
- 1931 — Кармелюк
- 1932 — Высота № 5 (Нет таких крепостей)
- 1933 — Роман межгорья